# Chiesa di Santa Margherita in Trastevere
La chiesa di Santa Margherita in Trastevere è un luogo di culto cattolico di Roma, nel rione Trastevere, situata in piazza di Sant'Apollonia, 13.
Essa fu eretta nel 1288 durante il pontificato di Niccolò IV. Fu riedificata nel 1564, per opera di donna Giulia Colonna, la quale fece costruire pure il contiguo monastero per monache. Nel 1680 fu nuovamente rifatta dal cardinale Girolamo Gastaldi su disegno di Carlo Fontana, che modificò l'orientamento della chiesa. Ebbe anche il nome di Santa Margherita della Scala oppure di Santa Elisabetta; le religiose vi vivevano come bizzoche senza voto di clausura, come è confermato dagli atti della visita fatta in Roma durante il pontificato di Alessandro VII:
(Armellini, op. cit., p. 689)
Il 16 luglio 1678, durante la celebrazione dei Vespri, si verificò il crollo delle travi portanti del coro. I lavori di ricostruzione furono voluti dal cardinale Girolamo Gastaldi e progettati e diretti da Carlo Fontana, che affidò a Giacinto Brandi la realizzazione della pala dell'altare maggiore.
La facciata è a due ordini; l'ordine superiore è sovrastato da una croce con rami di palma, simbolo della vittoria della croce. Sulla fronte della chiesa si legge la doppia dedica: “In honorem S. Margheritae V. et M. et S. Emigdii Ep. et M.” (“In onore di Santa Margherita vergine e martire, e di Sant'Emidio vescovo e martire”).
L'interno ha una sola navata e tre cappelle laterali, con volta a botte e abside semicircolare. Sull'altare maggiore, adorno di ricchi marmi, sta il quadro secentesco raffigurante Santa Margherita sconfigge il demonio (1680-83), opera di Giacinto Brandi, mentre gli ovali nei lati sono di Giuseppe Ghezzi. In una cappella a sinistra vi è l'opera del Baciccia raffigurante l'Immacolata fra san Francesco e santa Chiara.
Strutture romane sottostanti la chiesa furono rinvenute da Giuliano Sacchi (Architetto della Soprintendenza BB.AA.AA di Roma, MIBACT) nel corso dei restauri da lui diretti nel 1996 (vedi bibliografia).
La chiesa è stata officiata dalla Confraternita di Sant'Emidio fino al 1996, mentre il convento è adibito ad abitazioni civili.
Attualmente la chiesa è stata affidata ad un sacerdote del Vicariato di Roma dal 2 febbraio 1997.